# Habrosyne pyritoides
Habrosyne pyritoides és una papallona nocturna de la família Drepanidae.

## Distribució
Es troba per tot Europa i està ben distribuïda a les Illes Britàniques, excepte l'extrem nord d'Anglaterra i tota Escòcia.

## Descripció
És una espècie distintiva i atractiva. Les seves ales anteriors són de color gris marró marcades amb línies corbades. Les ales posteriors són de color gris amb les vores blanques. L'envergadura és de 40 a 45 mm. Vola des de juny a agost i se sent atreta per la llum i el sucre.
La larva és de color taronja marró amb una taca blanca prominent a cada costat del cap. S'alimenta de l'esbarzer, l'arç blanc i l'avellaner.
L'espècie passa l'hivern com a pupa.

## Galeria

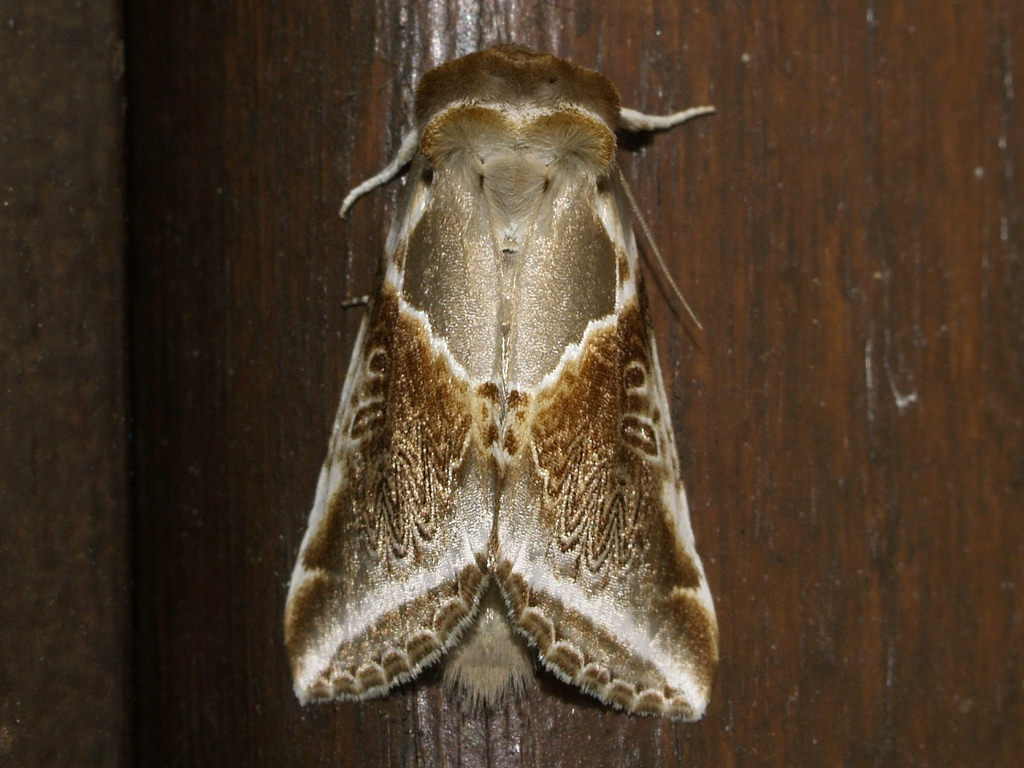
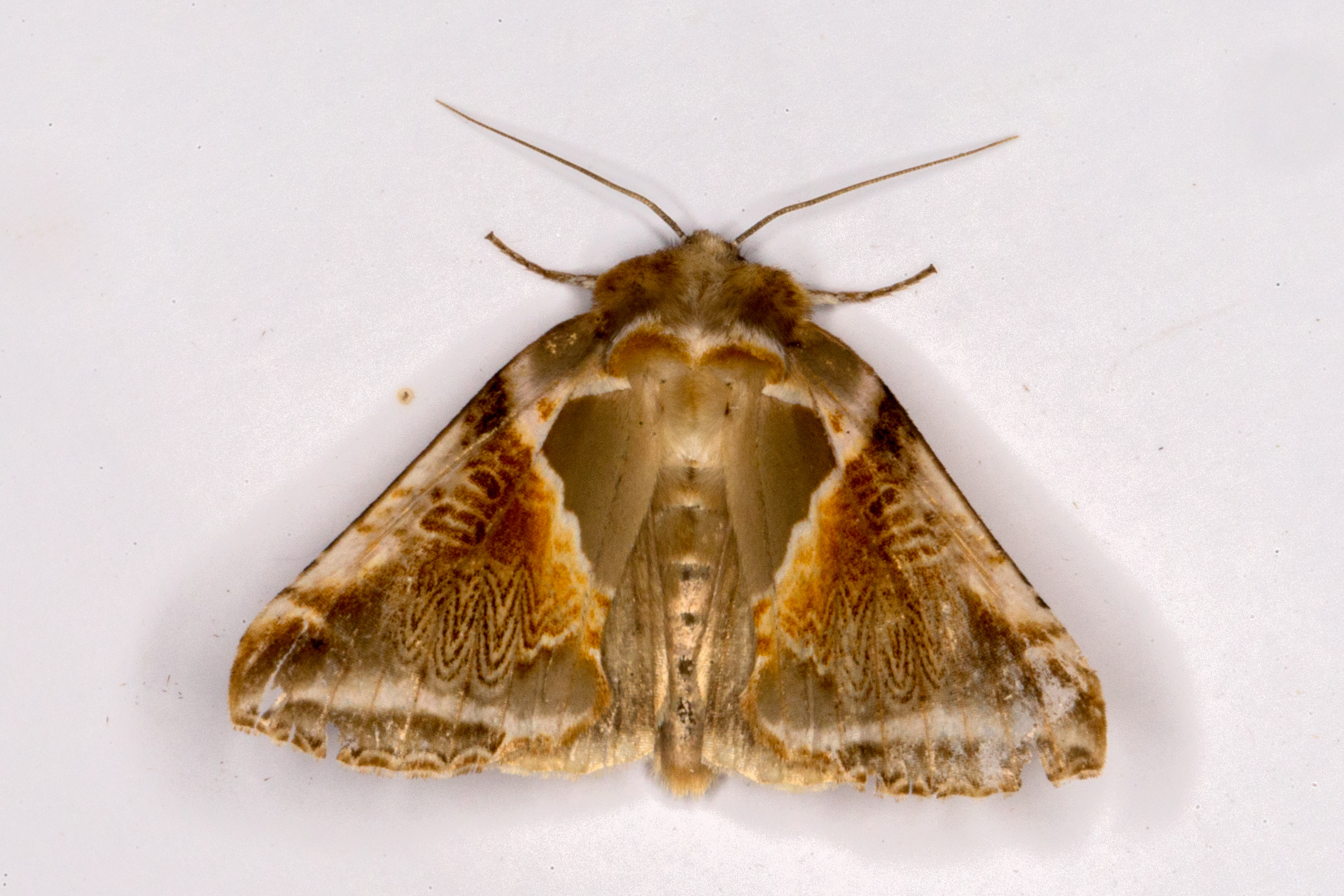
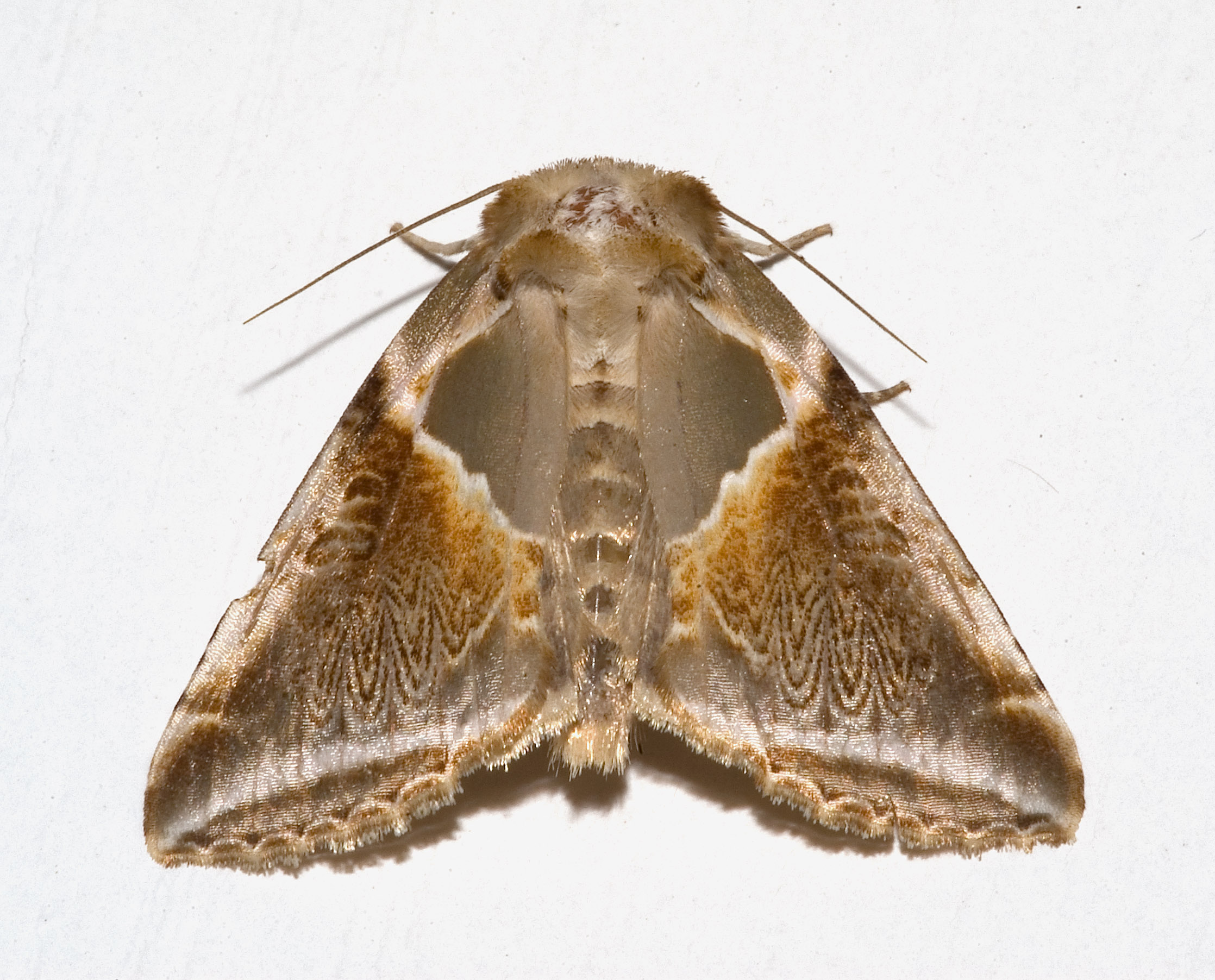
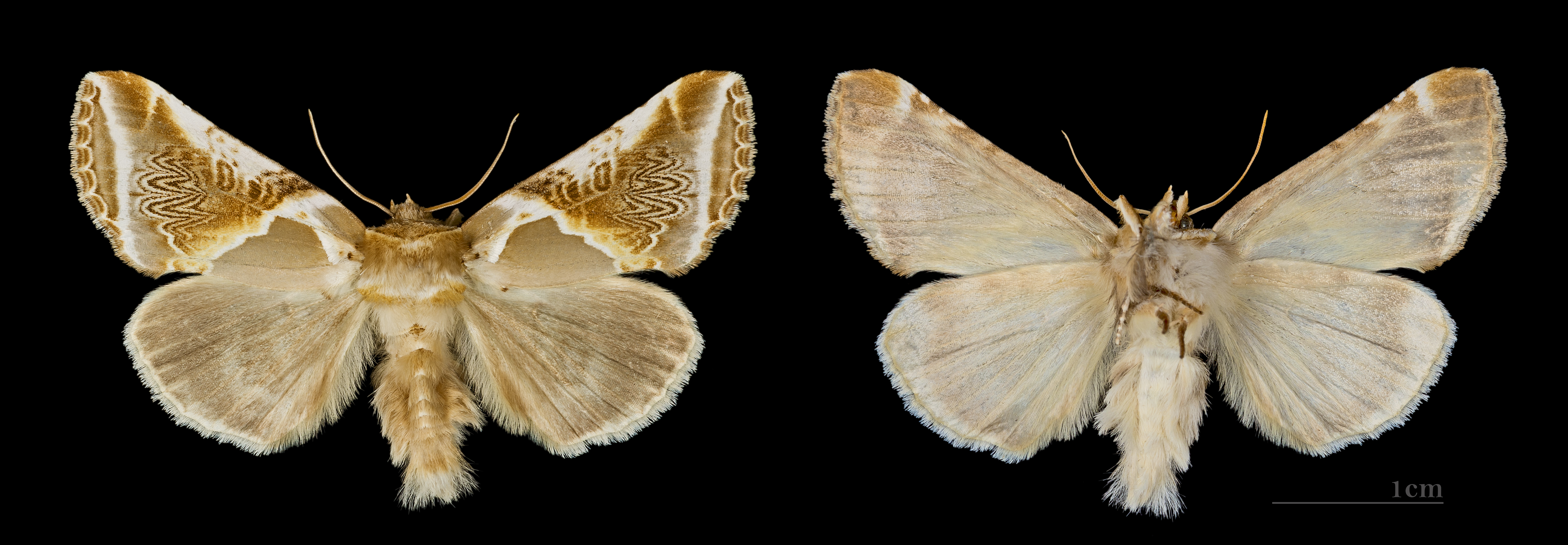

## Subespècies
- Habrosyne pyritoides pyritoides (Europa, nord d'Iran)
- Habrosyne pyritoides derasoides (Butler, 1878) (sud-est de Rússia, Península coreana, Japó, Xina: Heilongjiang, Jilin, Liaoning, Pequín, Hebei)